# Elezioni presidenziali in Cile del 1946
Le elezioni presidenziali in Cile del 1946 si tennero il 4 settembre. Esse videro la vittoria di Gabriel González Videla del Partito Radicale del Cile, che divenne Presidente.

## Quadro politico
Le elezioni si tennero dopo la morte improvvisa del Presidente della Repubblica Juan Antonio Ríos Morales nel giugno 1946. A ricevere il maggior numero di voti fu il candidato radicale Gabriel González Videla ma, visto che non ottenne il 50 % dei voti, la sua nomina fu ratificata dal Congresso nazionale cileno il 24 ottobre.

### Partito Liberale
Il Partito Liberale prese parte all'alleanza con i conservatori ma a causa dei contrasti con il suo alleato riguardo alla scelta del candidato presidente, i liberali abbandonarono la coalizione per candidare alla presidenza Fernando Alessandri Rodríguez in seguito la convention tenutasi nella destra.

### Partito Radicale del Cile
Il Partito Radicale del Cile era membro dell'Alleanza Democratica, coalizione di sinistra che aveva vinto le elezioni del 1942. La componente conservatrice aveva dato vita al Partito Radicale Democratico, collocato nel centrodestra, appoggiando la candidatura del Partito Liberale.
Il resto del Partito Radicale appoggiò la candidatura di Gabriel González Videla; questi fu sostenuto anche dai comunisti, dopo la rinuncia di Eliás Lafertte.

### Partito Conservatore
Il Partito Conservatore inizialmente era in coalizione con i liberali ma a causa dei contrasti riguardo alla scelta del candidato nella convention della destra, la coalizione si sciolse e venne candidato Eduardo Cruz-Croke. Cruz venne appoggiato da altri gruppi conservatori e dal Partito Agrario Laburista.

### Partito Socialista del Cile
Il Partito Socialista del Cile appoggiò la candidatura del sindacalista di Bernardo Ibáñez.

## Risultati
| Candidati                     | Liste                       | Voti    | %     | Voti del Congresso |
| ----------------------------- | --------------------------- | ------- | ----- | ------------------ |
| Gabriel González Videla       | Partito Radicale del Cile   | 192.207 | 40,23 | 138                |
| Eduardo Cruz-Coke Lassabe     | Partito Conservatore        | 142.441 | 29,81 | 46                 |
| Fernando Alessandri Rodríguez | Partito Liberale            | 131.023 | 27,42 | -                  |
| Bernardo Ibáñez Águila        | Partito Socialista del Cile | 12.114  | 2,54  | -                  |
| Dispersi                      | Dispersi                    | 16      | 0,00  |                    |
| Totale                        | Totale                      | 477.801 |       | 184                |